# Annihilation of the Wicked
Annihilation of the Wicked är det fjärde studioalbumet av det amerikanska technical death metal-bandet Nile, utgivet den 24 maj 2005 av Relapse Records.

## Låtlista
1. "Dusk Falls upon the Temple of the Serpent on the Mount of Sunrise" (instrumental) – 0:51
2. "Cast down the Heretic" – 5:45
3. "Sacrifice unto Sebek" – 3:02
4. "User-Maat-Re" – 9:14
5. "The Burning Pits of the Duat" – 3:52
6. "Chapter of Obeisance before Giving Breath to the Inert One in the Presence of the Crescent Shaped Horns" – 5:21
7. "Lashed to the Slave Stick" – 4:18
8. "Spawn of Uamenti" (instrumental) – 1:14
9. "Annihilation of the Wicked" – 8:36)
10. "Von Unaussprechlichen Kulten" – 9:46

Bonusspår på Japan-utgåvan
1. "Sss Haa Set Yoth" – 5:15

## Medverkande
Musiker (Nile-medlemmar)
- Karl Sanders − gitarr, sång, bağlama saz, keyboard, bouzouki
- Dallas Toler-Wade − gitarr, sång
- George Kollias − trummor, slagverk
- Jon Vesano − basgitarr, sång

Bidragande musiker
- Mike Breazeale – pazuzu, vokal (spår 6)

Produktion
- Neil Kernon – producent, ljudtekniker, ljudmix
- Bob Moore – ljudtekniker
- Orion Landau – omslagsdesign, omslagskonst